# Campeonato Europeu de Atletismo em Pista Coberta de 2023 - 1500 m masculino
A prova dos 1500 metros masculino do Campeonato Europeu de Atletismo em Pista Coberta de 2023 foi disputada nos dias 2 e 3 de março de 2023 na Ataköy Athletics Arena, em Istambul, na Turquia.

## Recordes
Antes desta competição, os recordes mundiais e do campeonato nesta prova eram os seguintes:
|                       | Nome               | Nacionalidade | Tempo     | Local  | Data                    |
| --------------------- | ------------------ | ------------- | --------- | ------ | ----------------------- |
| Recorde mundial       | Jakob Ingebrigtsen | Noruega       | 3m 30s 60 | Liévin | 17 de fevereiro de 2022 |
| Recorde europeu       | Jakob Ingebrigtsen | Noruega       | 3m 30s 60 | Liévin | 17 de fevereiro de 2022 |
| Recorde do campeonato | Ivan Heshko        | Ucrânia       | 3m 36s 70 | Madri  | 6 de março de 2005      |

Os seguintes recordes foram estabelecidos durante esta competição:
| Data       | Evento | Atletas            | Nacionalidade | Tempo     | Notas                 |
| ---------- | ------ | ------------------ | ------------- | --------- | --------------------- |
| 3 de março | Final  | Jakob Ingebrigtsen | Noruega       | 3m 33s 95 | Recorde do campeonato |

## Medalhistas
| Ouro                     | Prata              | Bronze              |
| Jakob Ingebrigtsen (NOR) | Neil Gourley (GBR) | Azeddine Habz (FRA) |

## Cronograma
Todos os horários são locais (UTC +3).
| Data       | Hora  | Evento  |
| ---------- | ----- | ------- |
| 2 de março | 21:05 | Bateria |
| 3 de março | 20:40 | Final   |

## Resultados

### Bateria
Qualificação: 3 atletas de cada bateria (Q) mais os 3 melhores qualificados (q).
| Posição | Bateria | Atleta               | Nacionalidade | Tempo   | Notas            |
| ------- | ------- | -------------------- | ------------- | ------- | ---------------- |
| 1       | 3       | Neil Gourley         | Grã-Bretanha  | 3:41.08 | Q                |
| 2       | 3       | Jesús Gómez          | Espanha       | 3:41.26 | Q                |
| 3       | 3       | Ossama Meslek        | Itália        | 3:41.34 | Q                |
| 4       | 3       | Louis Gilavert       | França        | 3:41.45 | q                |
| 5       | 3       | Luke McCann          | Irlanda       | 3:41.51 | q                |
| 6       | 3       | Jan Friš             | Chéquia       | 3:41.57 | q,               |
| 7       | 3       | Pol Moya             | Andorra       | 3:42.23 | Recorde nacional |
| 8       | 3       | David Nikolli        | Albânia       | 3:42.67 |                  |
| 9       | 2       | Pietro Arese         | Itália        | 3:43.97 | Q                |
| 10      | 2       | Michał Rozmys        | Polónia       | 3:43.97 | Q                |
| 11      | 2       | Ismael Debjani       | Bélgica       | 3:44.00 | Q                |
| 12      | 3       | Andrew Coscoran      | Irlanda       | 3:44.11 |                  |
| 13      | 2       | Amos Bartelsmeyer    | Alemanha      | 3:44.31 |                  |
| 14      | 2       | Ignacio Fontes       | Espanha       | 3:44.33 |                  |
| 15      | 2       | Ferdinand Kvan Edman | Noruega       | 3:44.44 |                  |
| 16      | 2       | Filip Sasínek        | Chéquia       | 3:44.76 |                  |
| 17      | 1       | Azeddine Habz        | França        | 3:49.88 | Q                |
| 18      | 1       | George Mills         | Grã-Bretanha  | 3:50.01 | Q                |
| 19      | 1       | Jakob Ingebrigtsen   | Noruega       | 3:50.29 | Q                |
| 20      | 1       | Federico Riva        | Itália        | 3:50.88 |                  |
| 21      | 1       | Robin van Riel       | Países Baixos | 3:51.08 |                  |
| 22      | 1       | Isaac Nader          | Portugal      | 3:52.73 |                  |
| 23      | 1       | Emil Danielsson      | Suécia        | 3:53.89 |                  |

### Final
A final aconteceu às 20:40 no dia 3 de março de 2023.
| Posição           | Atleta             | Nacionalidade | Tempo   | Notas                 |
| ----------------- | ------------------ | ------------- | ------- | --------------------- |
| Medalha de ouro   | Jakob Ingebrigtsen | Noruega       | 3:33.95 | Recorde do campeonato |
| Medalha de prata  | Neil Gourley       | Grã-Bretanha  | 3:34.23 |                       |
| Medalha de bronze | Azeddine Habz      | França        | 3:35.39 |                       |
| 4                 | Jesús Gómez        | Espanha       | 3:38.11 |                       |
| 5                 | Pietro Arese       | Itália        | 3:38.91 | Recorde da temporada  |
| 6                 | Louis Gilavert     | França        | 3:39.54 |                       |
| 7                 | Ismael Debjani     | Bélgica       | 3:40.06 |                       |
| 8                 | Jan Friš           | Chéquia       | 3:40.86 | Recorde da temporada  |
| 9                 | Michał Rozmys      | Polónia       | 3:43.09 |                       |
| 10                | Luke McCann        | Irlanda       | 3:44.55 |                       |
| 11                | George Mills       | Grã-Bretanha  | 3:51.28 |                       |
|                   | Ossama Meslek      | Itália        | DNF     |                       |

Legenda
| Recorde mundial       | Recorde mundial (World record)               |                       | Recorde africano                      | Recorde africano (African) |                                           | Q | Classificado por posição (Qualified) |
| Recorde do campeonato | Recorde do campeonato (Championship record)  | Recorde da América    | Recorde da América (Americas)         | q                          | Classificado por melhor tempo (Qualified) |   |                                      |
| Melhor marca do ano   | Melhor marca do ano (World leading)          | Recorde asiático      | Recorde asiático (Asian)              | DNS                        | Não largou (Did not start)                |   |                                      |
| Recorde nacional      | Recorde nacional (National record)           | Recorde europeu       | Recorde europeu (European)            | DNF                        | Não terminou (Did not finish)             |   |                                      |
| Recorde pessoal       | Recorde pessoal do atleta (Personal best)    | Recorde da Oceania    | Recorde da Oceania (Oceania)          | DSQ / DQ                   | Desclassificado (Disqualified)            |   |                                      |
| Recorde da temporada  | Recorde da temporada do atleta (Season best) | Recorde sul-americano | Recorde sul-americano (South America) | NM                         | Sem marca (No mark)                       |   |                                      |